# Black Sand Basin

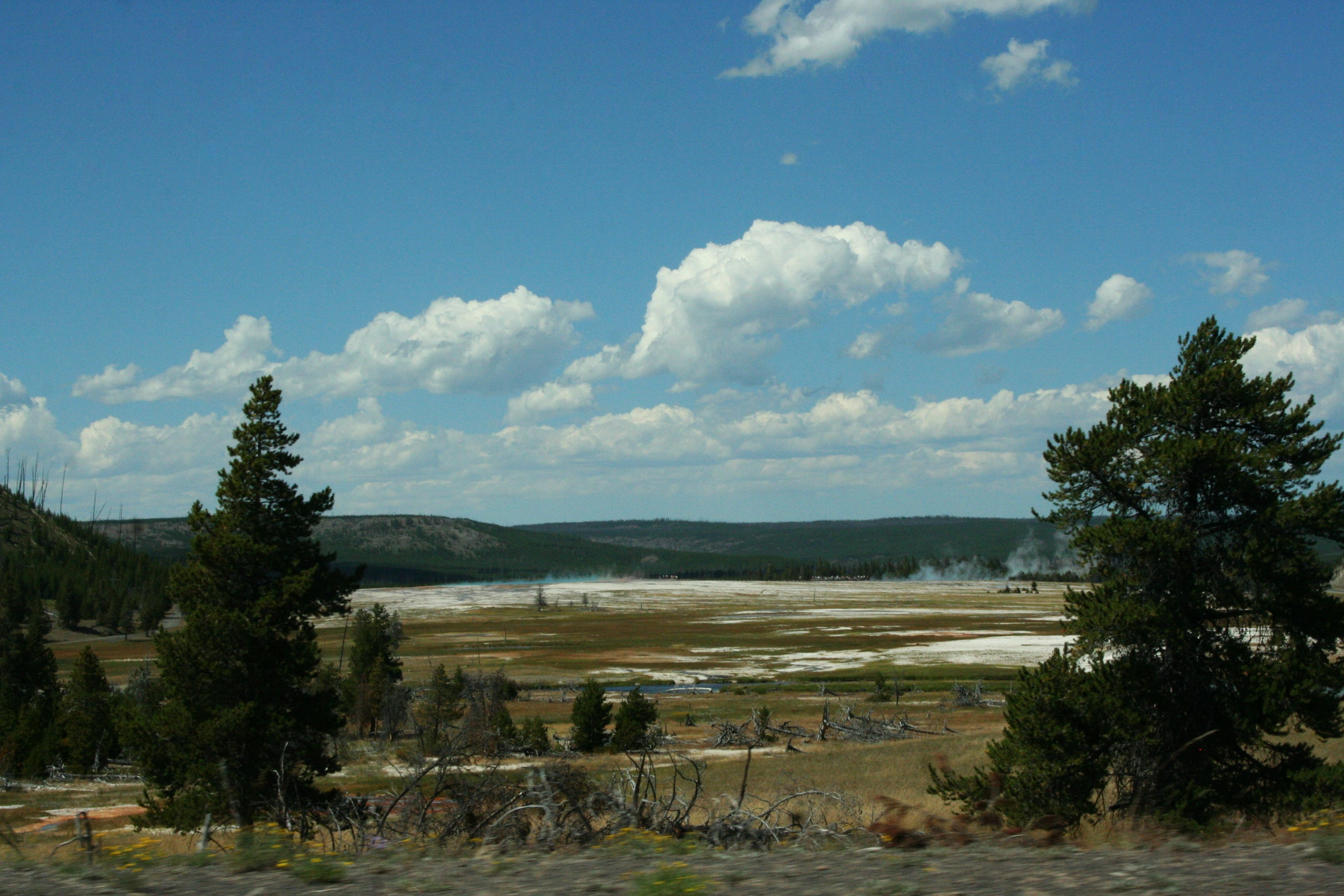
Widok Black Sand Basin z drogi

Black Sand Basin - kompleks termalny w Parku Narodowym Yellowstone zlokalizowany 1,5 km na północ od Old Faithful. Na tereny znajdujące się w tym obszarze składają się trzy duże gejzery oraz cztery zbiorniki wodne i kilkanaście innych, mniejszych tworów. Skupisko geotermalne zawdzięcza swoją aktywność komorze magmowej znajdującej się pod całym obszarem parku. Rozgrzana lawa podgrzewa wody gruntowe oraz zaskórne zebrane po roztopach śniegu lub po deszczach wypychając je następnie na powierzchnię ziemi pod dużym ciśnieniem.
Kompleks nazwę ((pol.) basen z czarnego piasku) zawdzięcza pokruszonymi na drobne kawałki obsydianowi. Na terenie Black Sand Basin znajdują się jedne z najbardziej spektakularnych na terenie całego parku twory geotermalne pod względem różnorodności barw.

## Zjawiska termalne wchodzące w skład Black Sand Basin

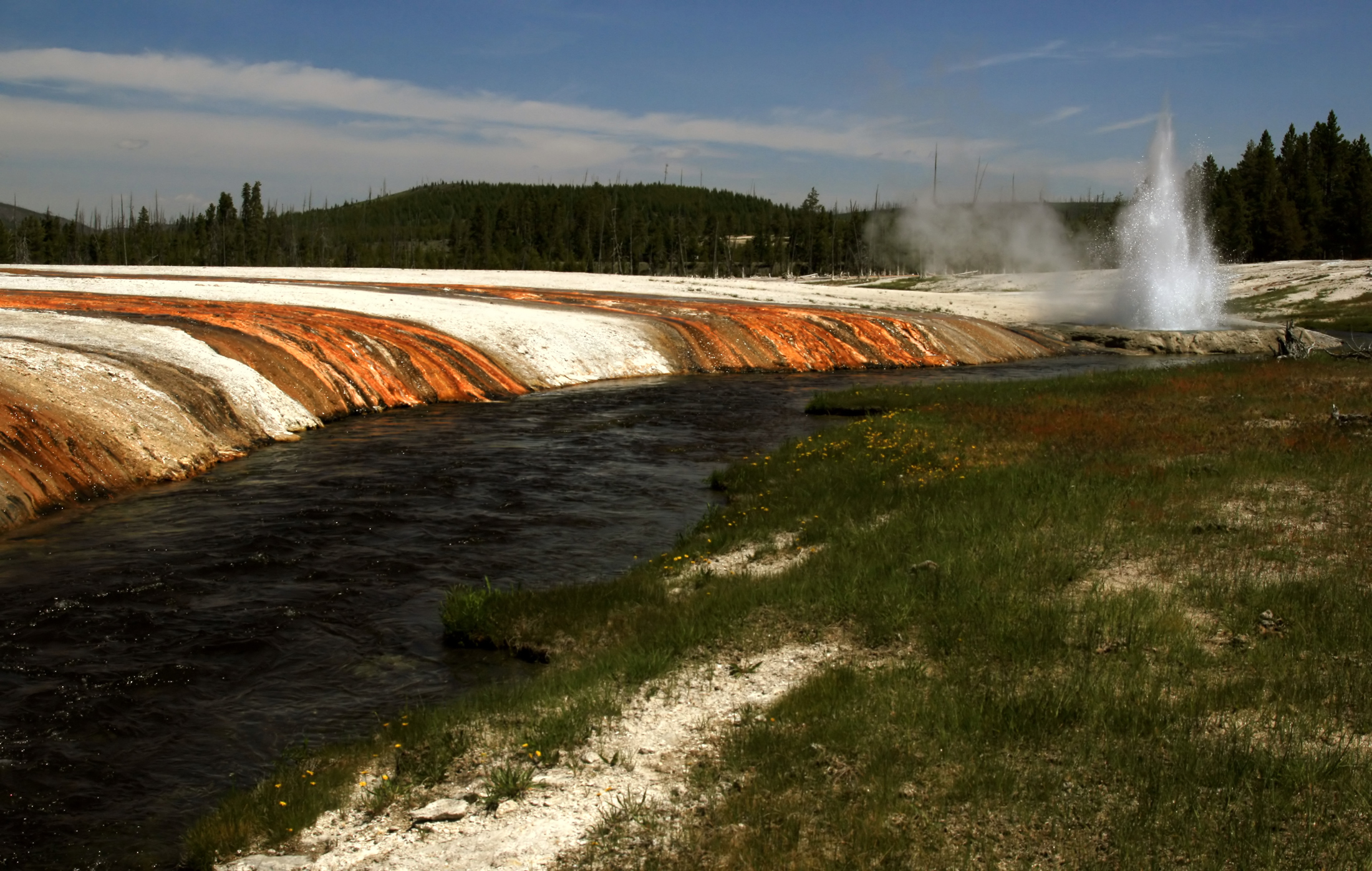
Cliff Geyser podczas erupcji

### Cliff Geyser
Znajduje się na brzegu rzeki Iron Creek. Po raz pierwszy zaobserwowano jego erupcję w 1878 roku, a nazwę nadał mu Arnold Hague w 1884 roku, choć tą kilkakrotnie próbowano zmienić. Klif jest aktywną fontanną, wyrzucającą wodę w odstępach czasu od kilku minut do godziny, czasem aktywną tylko w sezonie wiosennym. Podgrzana woda wydostaje się na powierzchnię ziemi z dwóch otworów. Granica klifu jest pofalowana i szara z pomarańczowym nalotem krzemionki. Wybuch rozpoczyna się na dnie basenu wodnego i przez to jest niepozorny. Jego eksplozja wraz ze wzrostem ciśnienia i ilości wyrzucanej wody staje się bardziej spektakularna. Zdarza się, że przepełniony basen zaczyna się przelewać jednak zjawisko można zaobserwować rzadko ze względu na dość krótki czas erupcji. Maksymalna wysokość wybuchu wynosi od 10 do ponad 15 metrów. Kolorystykę basenu wodnego można podziwiać tylko po erupcjach, gdyż znajduje się wtedy w nim mało wody zasłaniającej mineralne naloty. W swojej historii gejzer wybuchał nieregularnie pozostając uśpionym niekiedy przez parę lat. Do takiego zdarzenia doszło przed 1941, gdzie po kumulacji wody oraz ciepła doszło do spektakularnej ekspolozji trwającej z przerwami przez 30 dni. Podobna historia miała miejsce w 1950 roku kiedy to Cliff wybuchał codziennie, a także przed trzęsieniem ziemi w 1975 roku. Atrakcyjność pierwszych po długim czasie wybuchów utrzymuje się przez pierwsze pół godziny erupcji, cały czas eksplozji wynosi 1,5 - 2 godzin. 

### Emerald Pool

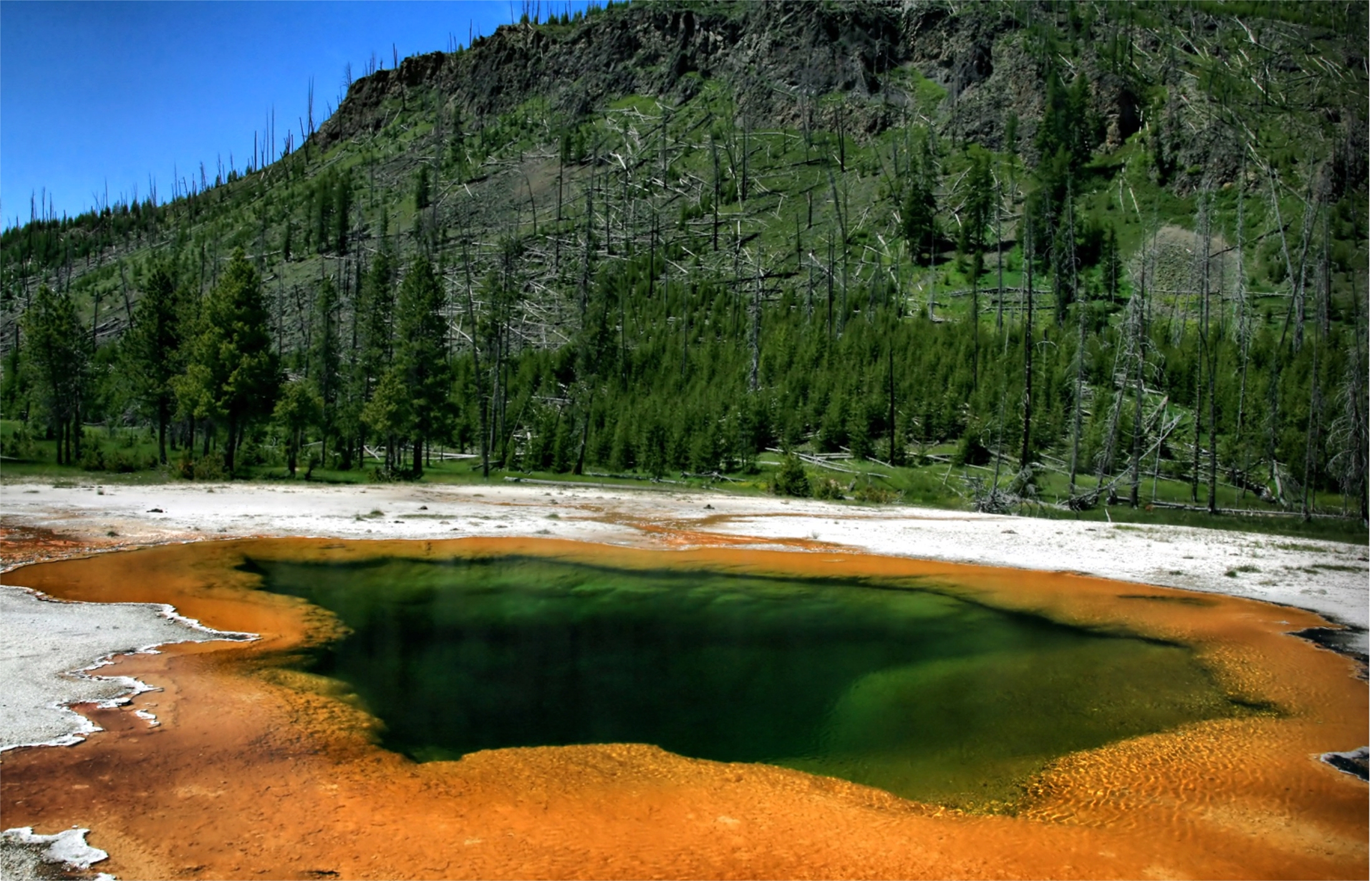
Emerald Pool

Basen z wodą w kompleksie Black Sand Basin zawdzięcza swoją nazwę kolorowi wody. Szmaragdowy odcień powstał w połączeniu niebieskiej barwy wody z żółtymi cyjanobakteriami tworzącymi otoczkę na około o szerokości 0,3 do 1,5 m. Kolor wody uniemożliwia dojrzenie dna basenu. Woda w basenie o głębokości i szerokości ponad 11 metrów ma temperaturę 68 °C. Basen wyróżnia się przede wszystkim tym, że gejzer znajdujący się na dnie nie wybucha, dzięki czemu nie dochodzi do przelewania się wody przez brzegi i do obsychania bakteryjnych i sinicowych nalotów. Pierwszą osobą która oznaczyła i nazwała basen Emerald był Bechler w 1872 roku, później nazwę niejednokrotnie próbowano zmienić, by ostatecznie zostać przy pierwotnej. W 1962 roku podjęto próbę wypompowania części wody z basenu aby zmniejszyć ciśnienie hydrostatyczne i uzyskać roztwór o wyższej temperaturze. W zależności od poziomu wody temperatura basenu waha się od 65 do 70 °C. Prowadzono na tym utworze geologicznym także badania dotyczące rozwoju i obumierania glonów oraz bakterii, dzięki zmianom w temperaturze wody spowodowanym prawdopodobnie czasowymi zatkaniami kanałów na jego dnie. Wielokrotnie także istniała konieczność usunięcia z basenu zalegających drzew oraz innej materii pochodzenia organicznego, które dostawały się do wody wskutek działań atmosferycznych (m.in. w roku 1920).

### Handkerchief Pool wraz z gejzerem
Kolejny basen z wodą, która dla odmiany tworzy niezwykle widowiskowe wiry i prądy konwekcyjne. Początkowo turyści byli zachęcani do puszczania chusteczki na powierzchnię (stąd jego nazwa), aby zaobserwować ruch wody. Szybko jednak zaprzestano tej praktyki ze względu na rosnące zanieczyszczenie basenu. Na jego dnie znajduje się otwór, który czasem wyrzuca odpowiednią ilość wody do utworzenia widocznego gejzeru na powierzchni basenu. Gejzer o tej samej nazwie znajduje się około 20 metrów na południe od basenu. Pierwsza wzmianka na jego temat pochodzi z 1931 roku od rangera Franka Oberhansley. Był on pierwszą osobą która zauważyła niezwykłe właściwości wentylacyjne zarówno gejzeru jak i basenu. W tej chwili oba elementy geotermiczne działają bardzo regularnie choć wyrzucana przez gejzer woda nie jest tak efektowna, osiągając wysokość zaledwie metra.

### Rainbow Pool
"Tęczowy basen" tworzą cyjanobakterie zasiedlające brzegi, oraz woda na środku basenu o ciemnej szmaragdowej barwie. Jest to z reguły najbardziej barwny obiekt w parku. Wyjątkiem są lata, gdy w wyjątkowo silnej erupcji z basenu zostanie wyrzucona znaczna część wody. Wówczas na brzegu basenu obumierają bakterie tracąc swój charakterystyczny kolor. Pozostałe erupcje trwające kilka dni w roku są na tyle niewielkie, że nie powodują przelewania się wody przez brzegi. 

### Spouter Geyser
Gejzer, który z całej grupy zjawisk termalnych jest najmniej spektakularny. Siła wybuchu z reguły wyrzuca wodę na wysokość niecałych 2 metrów.

### Sunset Lake
Największy basen termalny w kompleksie. Jego wysoka temperatura tworzy dużo pary wodnej dlatego często nie widać jego wielkobarwności. Erupcje w basenie z reguły nie są duże. Ostatni spektakularny wybuch miał miejsce na przełomie 1995 i 1996 roku gdy osiągnął ponad 10 metrów.

### Whistle Geyser
Nazwa sugeruje zaobserwowany rzekomo przez odkrywców dźwięk, którego jednak teraz usłyszeć nie można. Gejzer nie wybucha zbyt często. Jego erupcję można podzielić na dwie fazy, gdzie wpierw wyrzuca przez kilka minut wodę, a później przez kilkadziesiąt minut parę wodną.

### Pozostałe elementy geotermalne
- Ragged Spring z gejzerem
- Black Sand Pool
- Boiling Egg Pool
- Brown Spouters
- Cucumber Spring
- Demon's Cave
- Green Spring
- Kelp Pool
- Marsh Pool
- Opalescent Pool
- Pentagonal Spring
- Specimen Lake
- 4 małe ujścia gorących źródeł
- 9 niewielkich gejzerów[2]